# 석대역
석대역(Seokdae station, 石坮驛)은 대한민국 부산광역시 해운대구 반여동에 있는 부산 도시철도 4호선의 전철역이다. 이 역부터 안평역까지 지상 구간이다.

## 역사
- 2003년 12월 3일(수요일) : 부산 도시철도 3호선 미남역~안평역 구간 착공
- 2009년 11월 11일(수요일) : 부산 도시철도 3호선 미남역~안평역 구간에서 부산 도시철도 4호선으로 분리
- 2011년 3월 30일(수요일) : 부산 도시철도 4호선 미남역~안평역 구간 개통과 함께 영업 개시

## 특징
아치형 모형으로 생겼으며, 주변 지역은 개발제한구역(그린벨트)으로 지정되어 해운대구 자원 재활용센터 외에는 역세권이 없다. 또 그 앞은 방위산업 전문 기업인 풍산의 부산 사업장이 있다. 이 역의 주변은 대부분 다 개발제한구역이어서 부산 도시철도 4호선은 물론 부산 도시철도의 모든 역들 중 이용객이 가장 적으며, 2015년 8월 24일(월요일)에 역무원이 없는 '무인역'으로 운영이 변경되었다. 대한민국의 도시철도 역들 중 유1하게 '무인역'이다. 하지만 2007년에 석대지구의 그린벨트가 1부 해제되었고, 첨단산업단지 확대 지정을 논의중이다. 이 역과 반여농산물시장역 사이에 아치형 사장교가 있다.

## 역 구조
출입구는 2개다.

### 승강장
1면 2선의 섬식 승강장을 갖춘 고가역이며, 반밀폐형 스크린도어가 설치되어 있다.
| 반여농산물시장 ↑ |
| 하상 \|          |
| ↓ 영산대         |

| 상행 | ● 부산 도시철도 4호선 | 반여농산물시장·충렬사·동래·미남 방면 |
| 하행 | ● 부산 도시철도 4호선 | 영산대·윗반송·고촌·안평 방면         |

## 사진

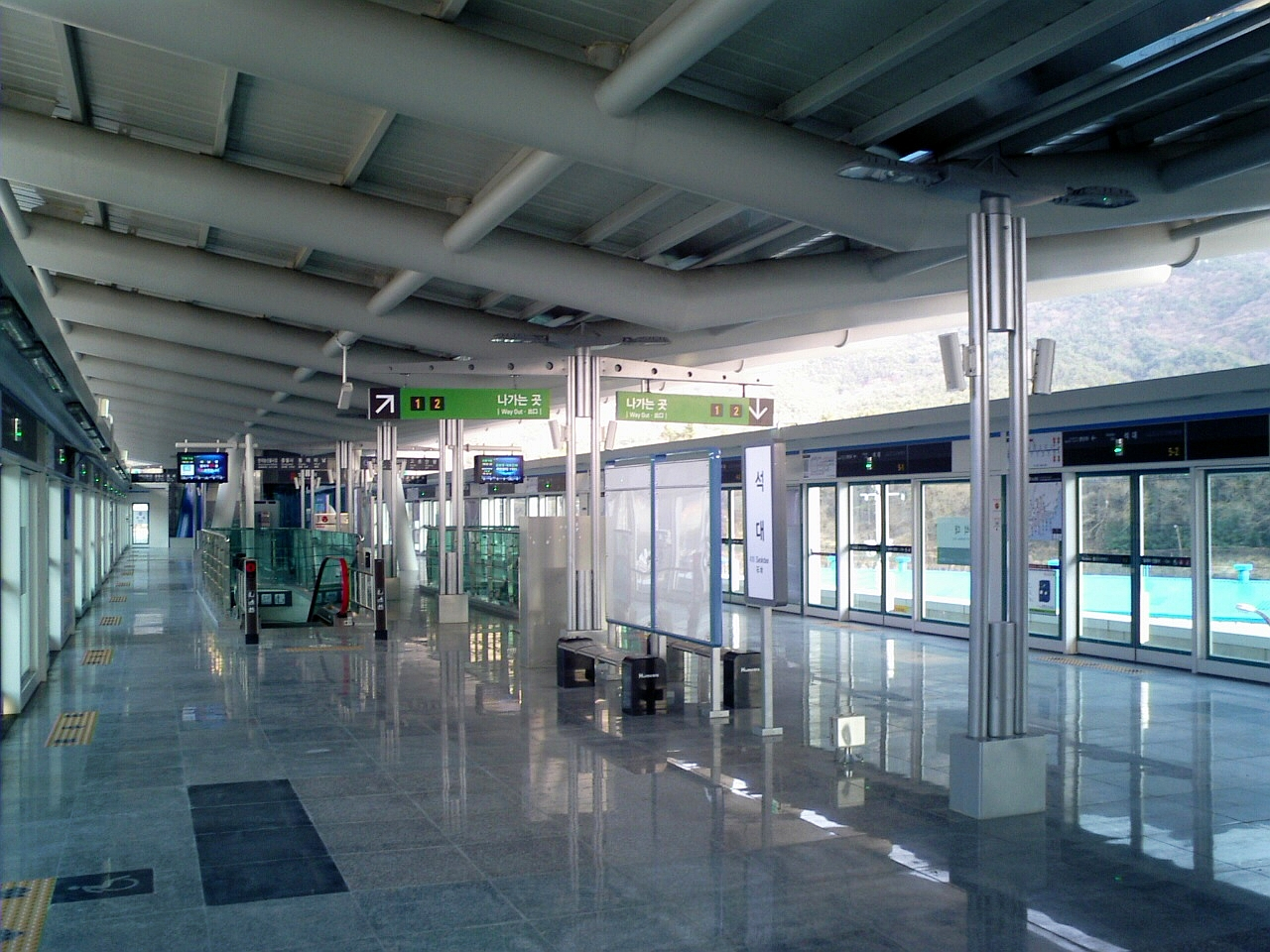
미남 방향 승강장(좌), 안평 방향 승강장(우)

## 역 주변
- 석대동
- 해운대구 자원 재활용센터
- 반석교

## 승차량 변동
주변이 모두 개발제한구역(그린벨트)이기 때문에 부산 도시철도 4호선은 물론 부산 도시철도의 모든 역들 중에서 이용객이 가장 적다. 광주 도시철도 1호선의 녹동역과 수도권 전철 수인·분당선의 달월역은 이 역보다 이용객이 더 적지만 광주 도시철도 1호선의 녹동역은 1시간에 한 편씩 열차가 정차하고, 수도권 전철 수인·분당선의 달월역은 1시간 동안 4편의 열차가 정차하는 역인 반면에 이 역은 주변이 개발제한구역인데 7분~8분에 열차가 한 편씩 정차하는 대구 도시철도 2호선 연호역처럼 이 역도 7분~8분에 한 편씩 열차가 정차하기 때문에 대한민국의 도시철도 역들 중 이용객이 가장 적은 역이라고 볼 수 있다. 2015년 4월 23일(목요일)에 개통한 대구 도시철도 3호선의 학정역이 대구 도시철도 3호선의 역들 중 이용객이 가장 적으나 이 역보다는 이용객이 많다.
| 노선  | 승차 인원 | 승차 인원 | 승차 인원 | 승차 인원 | 승차 인원 | 승차 인원 | 주 석 |
| 노선  | 2011년    | 2012년    | 2013년    | 2014년    | 2015년    | 2016년    | 주 석 |
| ----- | --------- | --------- | --------- | --------- | --------- | --------- | ----- |
| 4호선 | 118       | 118       | 128       | 139       | 155       | 161       | [ 5 ] |

## 인접한 역
| 부산 도시철도 4호선          | 부산 도시철도 4호선   | 부산 도시철도 4호선  |
| ---------------------------- | --------------------- | -------------------- |
| 409 반여농산물시장 미남 방면 | ● 부산 도시철도 4호선 | 411 영산대 안평 방면 |